# Cirilo Volkmar Machado

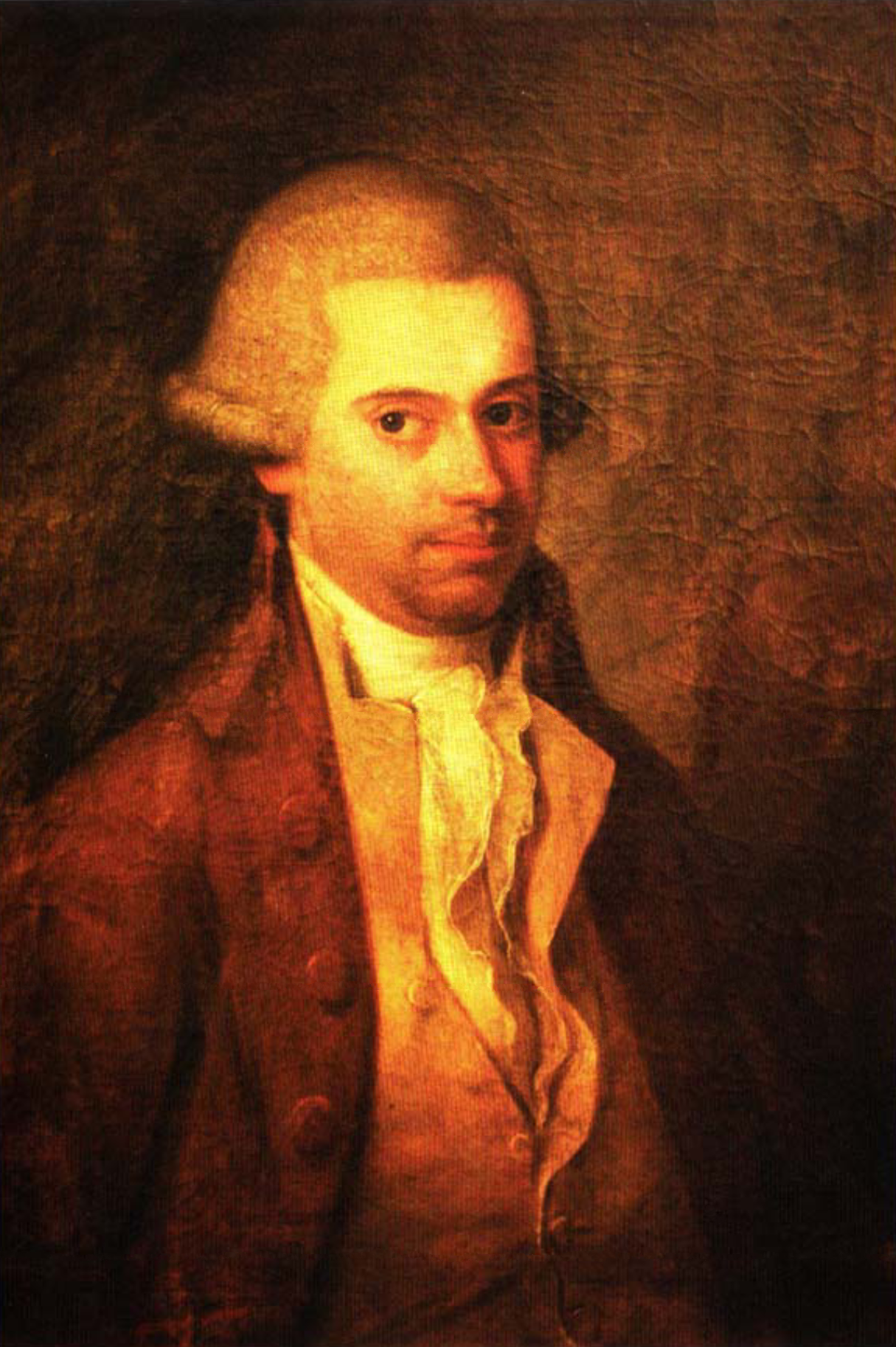

Cirilo Volkmar Machado (Lisboa, 1748 — 1823), também escrito Cyrillo Volkmar Machado, foi um pintor, escultor e arquiteto português. Considera-se ter sido o primeiro historiador da arte portuguesa.

## Biografia

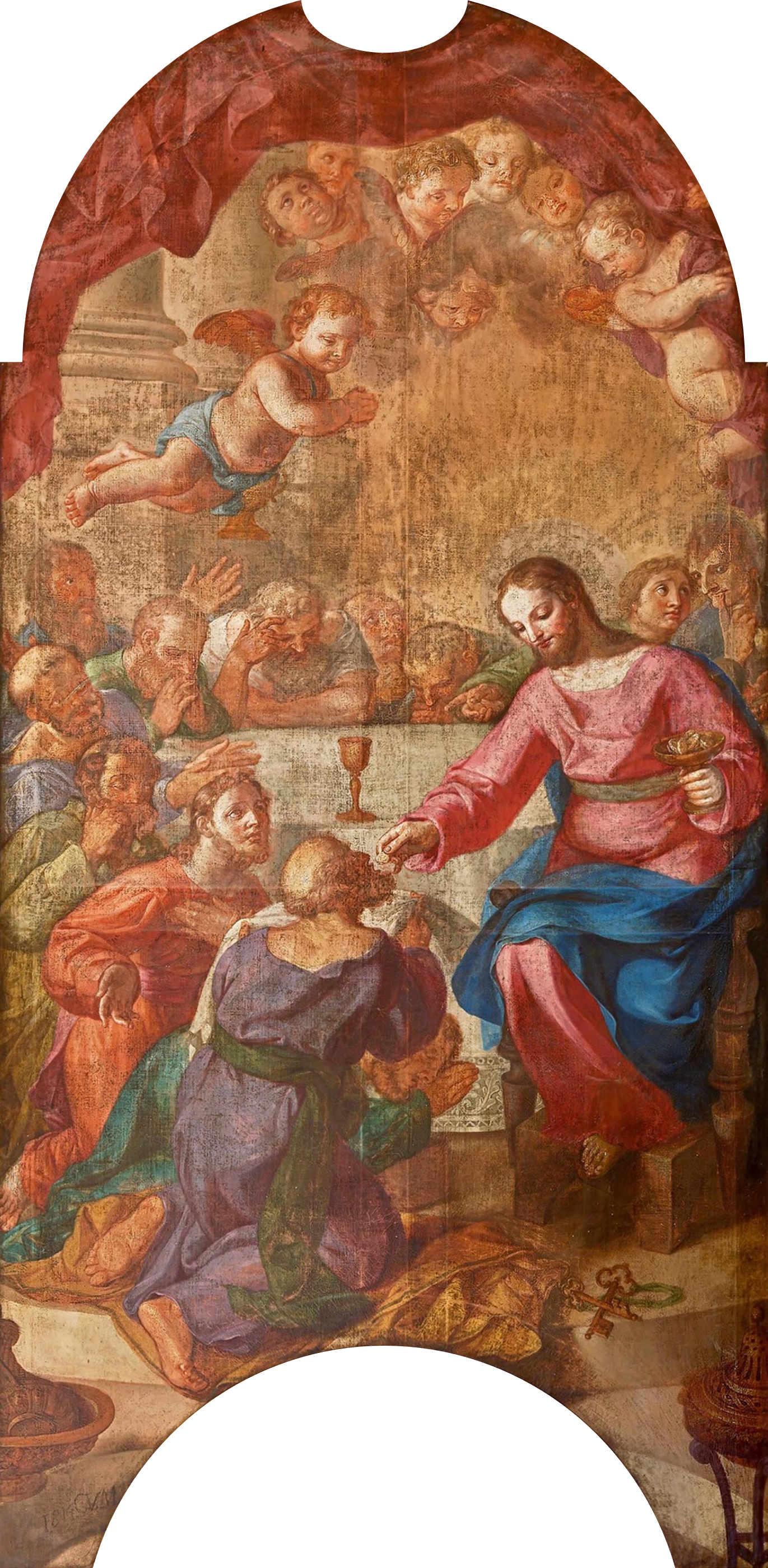
Última Ceia (1814), Cirilo Volkmar Machado (Igreja de São Sebastião da Pedreira, Lisboa)

Pintor que viveu entre 1748 e 1823, tendo sido discípulo do tio, João Pedro Volkmar, estudou em Roma e de regresso a Portugal, tentou criar uma Academia do Nú. Pintou painéis e tetos em igrejas, palácios, casas nobres, e edifícios públicos. É de sua autoria o projeto da Cadeia da Relação do Porto. 
Executou também algumas pinturas na remodelação do Palácio Nacional de Mafra, no Palácio do Grilo, e no Palácio Nacional da Ajuda, nomeadamente alguns tetos. Nas obras do Palácio da Ajuda, foi sempre consultado em aspetos relativos à pintura e arquitetura, tendo apresentado um projeto de remate da fachada.
Reuniu uma extensa coleção de memórias sobre pintores, escultores e arquitetos trabalhando em Portugal, que foram publicadas postumamente no livro Collecção de memórias, relativas às vidas dos pintores, e escultores, architetos, e gravadores portuguezes, e dos estrangeiros, que estiverão em Portugal.
Dado a natureza inédita desta obra, o editor escreveu no seu inícioː

Julgamos fazer à Pátria, e à Glória Nacional algum serviço publicando estas Memórias, que seu Autor recolheu com sumo trabalho, e que a sua modéstia, enatural encolhimento não ousou publicar em sua vida. Ninguém poderá duvidar que são muito escassas, e até inéditas as notícias de todos aqueles Artistas, que  enobreceram a Nação por meio de suas Obras, quando os Vasaris, Rafaeis Sopranes, Rossis, Leonardos da Vinci, e Palominos se ocuparam em deixarem à posterioridade um monumento precioso, tem havido entre nós o mais ingrato silêncio, não perpetuando a memória de muitos Portugueses nelas insignes.

"Cyrillo Volkmar Machado" é o título da 27.ª carta que o conde Atanazy Raczyński, representante do governo prussiano em Portugal, escreveu no seu manuscrito sobre a arte em Portugal.
Cyrillo Volkmar Machado foi sócio correspondente da Academia Tubuciana de Abrantes, fundada em 1802.

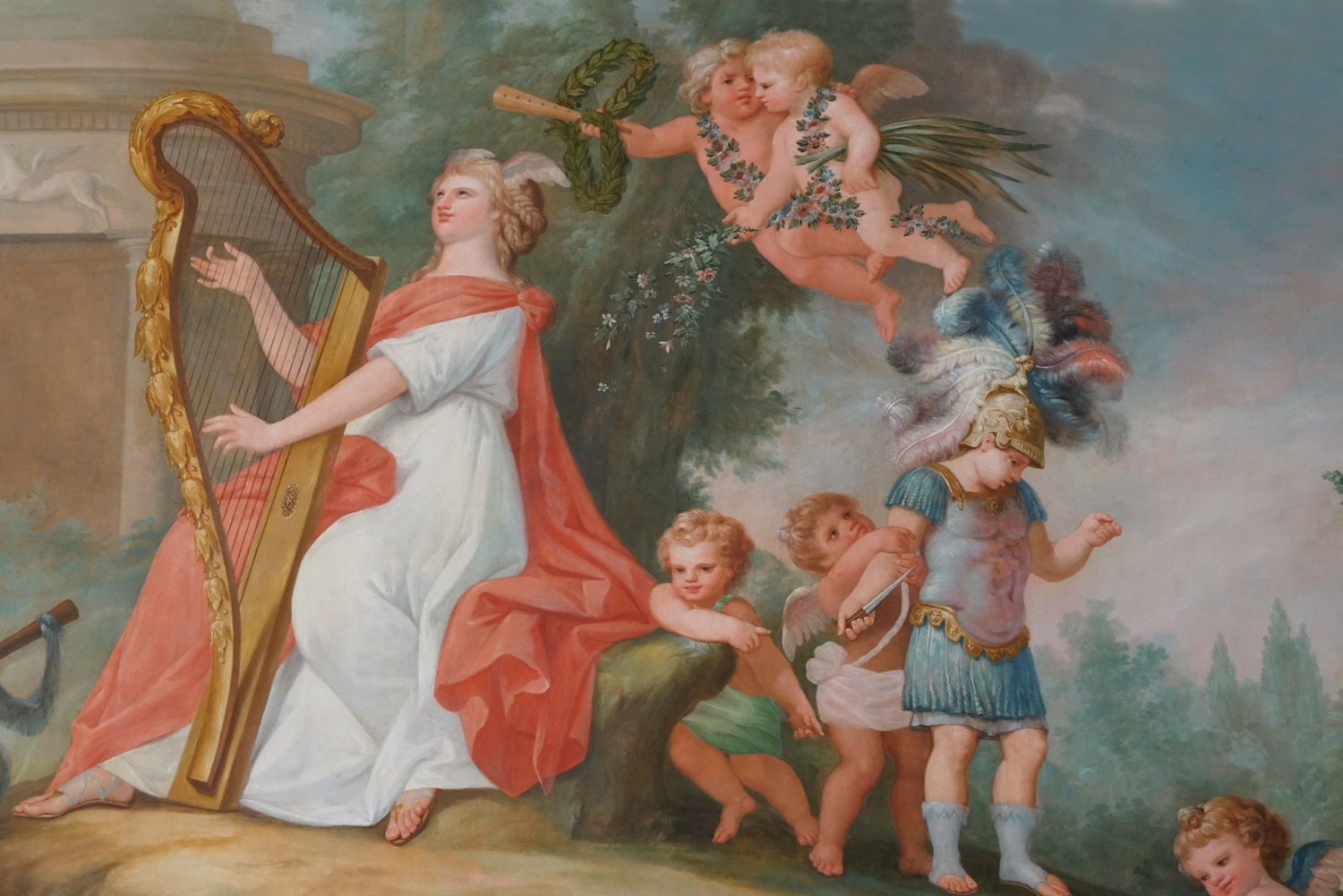
Pintura mural no tecto da Sala da Academia do Palácio do Grilo, sec. XVIII. Autoria de Cirilo Volkmar Machado

## Obras escritas de Cyrillo Volkmar Machado
- Collecção de memórias, relativas às vidas dos pintores, e escultores, architetos, e gravadores portuguezes, e dos estrangeiros, que estiverão em Portugal. Lisboa : Imprensa de Victorino Rodrigues da Silva, 1823.
- Conversações sobre a pintura, escultura, e architectura. Lisboa : Oficina de Simão Thaddeo Ferreira, 1794-1798:
  - Conversações I a IV;
  - Conversações V a VI, 1798.
- Nova academia de pintura : dedicada às senhoras portuguezas que amão ou se applicão ao estudo das Bellas Artes. Lisboa : Impressão Regia, 1817.